# Harmothoe quadriceps
Harmothoe quadriceps är en ringmaskart som beskrevs av Grube in Augener 1922. Harmothoe quadriceps ingår i släktet Harmothoe och familjen Polynoidae. Inga underarter finns listade i Catalogue of Life.